# Mâcon (AOC)
Pour les articles homonymes, voir Macon.
Le mâcon est un vin français d'appellation d'origine contrôlée, produit dans la partie sud de la Saône-et-Loire, sur tout le vignoble du Mâconnais (une subdivision du vignoble de Bourgogne).
Cette appellation, qui peut être produite dans les trois couleurs (essentiellement en blanc, mais il y a encore des rouges et quelques rosés) peut être complétée avec la mention « villages » (c'est le mâcon villages), et/ou « primeur » (ou « nouveau »), ou par 27 dénominations géographiques (exemples : mâcon-lugny, mâcon-chardonnay, mâcon-loché, mâcon-péronne, etc.). Sa superficie est de 4 406 hectares avec trois cépages plantés, qui sont surtout le chardonnay pour le vin blanc, et le gamay pour les rouge et rosé (et, accessoirement, le pinot noir).

## Historique
La culture de la vigne dans le Mâconnais est habituellement présentée comme remontant au IIIe siècle de notre ère, avec un développement à la fin du Haut Moyen Âge sous l'influence des bénédictins de l'abbaye Saint-Philibert de Tournus et de celle Saint-Pierre-et-Saint-Paul de Cluny (le vin est nécessaire pour le culte et les reliques attirent les pèlerins).
En 1816, André Jullien explique que « les vins du Mâconnais et du Beaujolais sont généralement connus dans le commerce sous le nom de vins de Mâcon. On les estime plus comme bons vins d'ordinaire, que comme vins fins ». côté hiérarchie des rouges, il met en tête des crus du Beaujolais (en première classe deux hameaux de Romanèche-Thorins que sont Moulin-à-Vent et Torins, ainsi que Chenas ; en deuxième classe Romanèche et Fleury ; en troisième classe Odenas et Saint-Lager c'est-à-dire brouilly, la Chapelle-Quinchey, Jullienas, Cheroubles, Morgon) ; la commune mâconnaise de Davayé n'arrive qu'à la fin de la troisième classe : « les vins de ce vignoble sont très-colorés, corsés et même durs, pendant les premières années ; mais après quatre ou cinq ans de séjour dans les tonneaux, ils se bonifient, et font alors de bons vins d'ordinaire de première qualité ». Parmi la quatrième classe, « Charnay et Prissé donnent des vins colorés et fermes, qu'il faut garder cinq ans avant de les mettre en bouteilles ; on préfère à Charnay, ceux des hameaux de Saint-Just et le Vigny, et à Prissé, les côtes de Colonge et des Bouteaux ». « Chevagny, Chasnes, Laines et Saint-Vérand, à deux lieues de Mâcon, produisent des vins corsés, de bon goût et estimés comme vins d'ordinaire de seconde qualité. La côte de Creuse-noire, sur le territoire de Laines, donne le meilleur vin et le plus solide. Loché, Vinzelles, Hurigny, Sancé, Sénecé et Saint-Jean-de-Prêche, à une lieue de Mâcon […] fournissent de bons vins vins d'ordinaire. Bussière, Pierreclod, Verzé, Igé, Saint-Gengou, Chissey, Clessé, Lézé et Péronne […] ne récoltent que des vins communs, mais de bon goût, se conservant bien, et estimés comme vins d'ordinaire de troisième qualité ». Pour les vins blancs, Jullien met en premier ceux de Pouilly sur la commune de Solutrée et de Fuissey (l'actuelle appellation pouilly-fuissé) ; en deuxième classe ceux de Solutrée, Cheintré, Davayé, Vergisson ; en troisième ceux de « Vinzelles, Loché, Saint-Martin, Charnay, les Certaux, Saint-Vérand, Pierreclod, Bussière et quelques autres vignobles de l'arrondissement de Mâcon, donnent des vins blancs de bon goût, et d'autres plus communs, qui sont ordinairement mêlés avec les vins rouges trop colorés et trop durs, pour leur donner plus de légèreté et d'agrément ».

« Les espèces cultivées sont pour les vins rouges, qui forment la principale production de l'arrondissement de Mâcon : le petit gamet, répandu depuis plusieurs siècles dans le Mâconnais et le Beaujolais ; et pour les vins blancs, le plant à raisins blancs, nommé chardonnet, qui semble être le pineau blanc.

Le vignoble produit les vins ordinaires de table, connus partout sous le nom générique de vins de Mâcon ; ils se distinguent entre tous les vins français pour leur solidité, leur sapidité, qui permettent de les mélanger à l'eau sans qu'ils perdent rien de leur saveur. Ils constituent au premier degré une boisson très-hygiénique et très-agréable : ce sont les grands ordinaires de France. »

— Adolphe Dailly, Enquête parlementaire pour le ministre de l'Agriculture, Paris, Impr. impériale, 1867, 412 p., p. 329, lire en ligne sur Gallica.

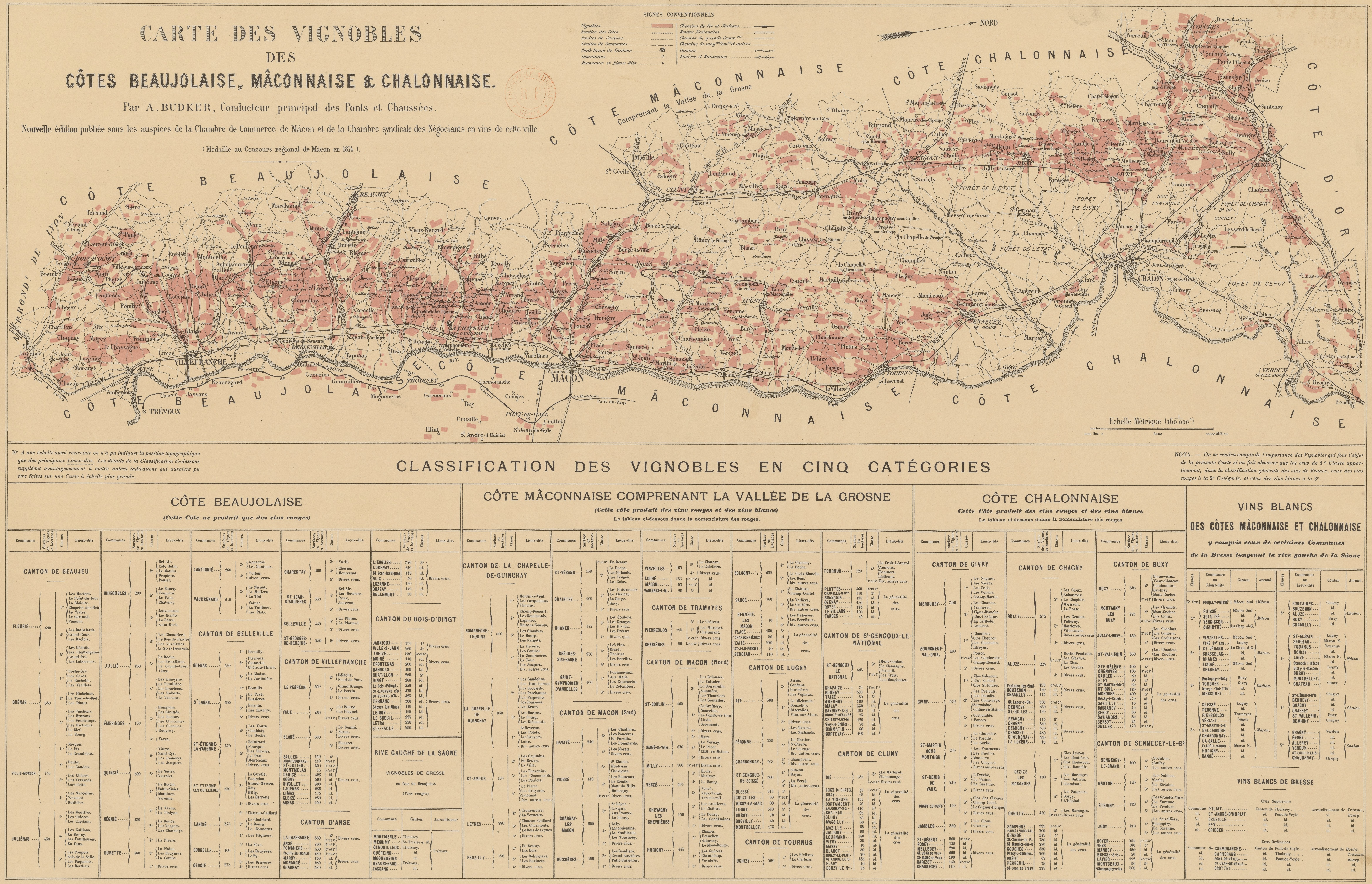
Carte du vignoble de la Saône-et-Loire en 1901 : le vignoble du Mâconnais est ici au centre, encadré par le vignoble du Beaujolais à gauche (plus au sud) et celui de la côte chalonnaise à droite (plus au nord). Le tableau en-dessous propose un classement des communes.

En 1926, dans un contexte de mévente des vins, est fondée la cave coopérative de Saint-Gengoux-de-Scissé, à l'initiative d'Henri Boulay (viticulteur du village, puis député SFIO) ; l'idée est vite imitée : caves d'Azé, de Clessé, d'Igé, de Lugny et de Varennes-lès-Mâcon créées en 1927 ; de Verzé, de Chaintré, de Chardonnay, de Prissé et de Viré en 1928 ; de Charnay-lès-Mâcon, de Mancey, de Préty, de Saint-Gengoux-le-National, de Sennecé-lès-Mâcon et de Vinzelles-Loché en 1929 ; de Mâcon en 1930 ; de Sologny en 1951.

### Création des appellations
Le 31 juillet 1937, deux décrets reconnaissent officiellement deux appellations d'origine contrôlée (AOC) que sont d'une part le « mâcon », réservé à des vins rouges ou rosés, d'autre part le « mâcon » ou « pinot-chardonnay-mâcon » (le pinot-chardonnay est l'ancien nom du chardonnay dans le Mâconnais) pour des vins blancs, les deux produits sur l'arrondissement de Mâcon. En 1939, l'aire de production des mâcons rouges est agrandie avec les communes de Boyer, Bresse-sur-Grosne, Champagny-sous-Uxelles, Champlieu, Étrigny, Jugy, Laives, Mancey, Montceaux-Ragny, Nanton, Sennecey-le-Grand et Vers.
En 1940, se rajoutent, enclavées dans le sud de l'aire d'appellation, les AOC pouilly-vinzelles et pouilly-loché autour de Vinzelles et de Loché, voisinant le pouilly-fuissé reconnue dès 1936. Le 14 octobre 1943, un décret créé l'appellation « mâcon supérieur », avec la même aire que le mâcon, pour des vins respectant les même exigences que le mâcon+commune (un plus de sucre dans le moût et de degré d'alcool dans le vin). En 1958, est fondée à Mâcon la « Maison mâconnaise des vins », qui propose à la vente les différents vins du Mâconnais. La même année, l'appellation « mâcon » ou « pinot chardonnay mâcon » (celle concernant les vins blancs) peut être complétée par l'« appellation mâcon-villages » (avec tiret) ou le rajout du nom (placé avant le nom de l'AOC) d'une des 40 communes de production listées. En 1964, l'emploi du gamay noir à jus coloré est interdit à partir de l'année 1970 pour produire du mâcon rouge, le limitant aux gamay noir à jus blanc, pinot noir et pinot gris. En 1971, l'appellation saint-véran est créée autour de Saint-Vérand. En 1972, est fondé l'Union des Producteurs de Vins Mâcon, l'ODG de l'appellation. En 1997, l'appellation viré-clessé est créée autour de Viré et Clessé, enclavée dans l'aire du mâcon.
Le cahier des charges de chacune des deux appellations (mâcon et mâcon villages) a été modifié en septembre 2005 (plus de mention du pinot gris ; disparition des appellations « mâcon supérieur » et « pinot-chardonnay mâcon »),, en octobre 2009 (fusion des deux cahiers des charges à l'occasion du passage en AOP), en décembre 2011 et en décembre 2023.

## Vignoble
Le mâcon est produit en Saône-et-Loire, dans le vignoble du Mâconnais, entre le Tournugeois au nord et la lisière du Beaujolais au sud, en passant par le Haut-Mâconnais qui groupe les communes les plus densément plantées en vigne. L'AOC mâcon est souvent présentée comme une appellation régionale bourguignonne, bien qu'elle ne concerne qu'une petite partie du vignoble de Bourgogne.
L'aire d'appellation couvre 88 communes : Ameugny, Azé, Berzé-la-Ville, Berzé-le-Châtel, Bissy-la-Mâconnaise, Bissy-sous-Uxelles, Blanot, Bonnay, Boyer, Bray, Bresse-sur-Grosne, Burgy, Burnand, Bussières, Chaintré, Champagny-sous-Uxelles, Chânes, Chapaize, La Chapelle-sous-Brancion, Charbonnières, Chardonnay, Charnay-lès-Mâcon, Chasselas, Château, Chevagny-les-Chevrières, Chissey-lès-Mâcon, Clessé, Cortambert, Cortevaix, Crêches-sur-Saône, Cruzille, Curtil-sous-Burnand, Davayé, Étrigny, Farges-lès-Mâcon, Fleurville, Fuissé, Grevilly, Hurigny, Igé, Jalogny, Jugy, Lacrost, Laives, Laizé, Leynes, Lournand, Lugny, Mâcon, Malay, Mancey, Martailly-lès-Brancion, Milly-Lamartine, Montbellet, Montceaux-Ragny, Nanton, Ozenay, Péronne, Pierreclos, Plottes, Préty, Prissé, La Roche-Vineuse, Royer, Saint-Albain, Saint-Gengoux-de-Scissé, Saint-Gengoux-le-National, Saint-Martin-Belle-Roche, Saint-Maurice-de-Satonnay, Saint-Vérand, Saint-Ythaire, La Salle, Salornay-sur-Guye, Savigny-sur-Grosne, Sennecey-le-Grand, Senozan, Serrières, Sigy-le-Châtel, Sologny, Solutré-Pouilly, Tournus, Uchizy, Vergisson, Vers, Verzé, Le Villars, La Vineuse sur Fregande (uniquement pour la partie correspondante aux territoires des anciennes communes de Donzy-le-National, Massy et La Vineuse), Vinzelles et Viré.
Selon le service des Douanes, la superficie revendiquée en 2023 sous l'appellation est de 4 406 hectares, dont 3 921 ha pour du mâcon villages blanc – y compris les appellations géographiques complémentaires – (soit 89 % du total), 317 ha (7 %) pour du mâcon rouge, 150 ha pour du mâcon blanc (3,5 %) et 18 ha pour du mâcon rosé.

### Dénominations géographiques
Au nom de l'appellation « mâcon » peut être rajouté une des 27 dénominations géographiques complémentaires prévues au cahier des charges. Si les dénominations « Fuissé », « Loché », « Montbellet , « Solutré-Pouilly », « Uchizy », « Vergisson » et « Vinzelles » sont uniquement pour des vins blancs, celle « Serrières » est limitée à des vins rouges et rosés, tandis que les 19 autres (« Azé », « Bray », « Burgy », « Bussières », « Chaintré », « Chardonnay », « Charnay-lès-Mâcon », « Cruzille », « Davayé », « Igé », « Lugny », « Mancey », « Milly-Lamartine », « Péronne », « Pierreclos », « Prissé », « La Roche-Vineuse », « Saint-Gengoux-le-National » et « Verzé ») sont autorisés dans les trois couleurs.
Depuis le décret de 2005, ces 27 dénominations géographiques complémentaires regroupent 72 communes dans l'espoir de simplifier un peu et de regrouper les volumes pour le négoce :
- « Azé » : commune d'Azé ;
- « Bray » : Blanot, Bray, Chissey-lès-Mâcon et Cortambert ;
- « Burgy » : Burgy ;
- « Bussières » : Bussières ;
- « Chaintré » : Chaintré, Chânes et Crêches-sur-Saône ;
- « Chardonnay » : Chardonnay, Ozenay, Plottes et Tournus pour partie ;
- « Charnay-lès-Mâcon » : Charnay-lès-Mâcon ;
- « Cruzille » : Grevilly, Martailly-lès-Brancion et Cruzille pour partie ;
- « Davayé » : Davayé ;
- « Fuissé » : Fuissé ;
- « Igé » : Igé ;
- « Lugny » : Bissy-la-Mâconnaise, Lugny, Saint-Gengoux-de-Scissé, et Cruzille pour partie ;
- « Loché » : Mâcon ;
- « Mancey » : Boyer, La Chapelle-sous-Brancion, Étrigny, Jugy, Laives, Mancey, Montceaux-Ragny, Nanton, Royer, Sennecey-le-Grand, Vers et Tournus pour partie ;
- « Milly-Lamartine » : Berzé-la-Ville, Berzé-le-Châtel, Milly-Lamartine et Sologny ;
- « Montbellet » : Montbellet ;
- « Péronne » : Péronne, Saint-Maurice-de-Satonnay et Clessé pour partie ;
- « Pierreclos » : Pierreclos ;
- « Prissé » : Prissé ;
- « La Roche-Vineuse » : Chevagny-les-Chevrières, Hurigny et La Roche-Vineuse ;
- « Serrières » : Serrières ;
- « Solutré-Pouilly » : Solutré-Pouilly ;
- « Saint-Gengoux-le-National » : Ameugny, Bissy-sous-Uxelles, Bonnay, Bresse-sur-Grosne, Burnand, Champagny-sous-Uxelles, Chapaize, Cortevaix, Curtil-sous-Burnand, Lournand, Malay, Saint-Gengoux-le-National, Saint-Ythaire, Salornay-sur-Guye, Savigny-sur-Grosne, Sigy-le-Châtel, La Vineuse sur Fregande (uniquement pour la partie correspondante aux territoires des anciennes communes de Massy et La Vineuse) ;
- « Uchizy » : Uchizy ;
- « Vergisson » : Vergisson ;
- « Verzé » : Verzé ;
- « Vinzelles » : Vinzelles.

Dans la pratique, l'écrasante majorité de la production sous dénomination est en blanc (94 % de la production en 2023).
Par ailleurs, les vins blancs récoltés sur 83 communes peuvent être commercialisés sous l'appellation « macon villages » , la plupart de ces communes ayant droit à la dénomination géographique complémentaire.
Le choix de commercialiser le vin (principalement blanc) sous l'appellation « mâcon », « mâcon villages » ou « mâcon » suivi d'une des 27 dénominations est une question de localisation des parcelles, mais aussi de critère de production, le cahier des charges étant plus exigeant pour le « mâcon villages » que pour le « mâcon », et encore plus exigeant pour le « mâcon » suivi d'une dénomination, en termes de rendements, de teneur en sucre et de titre alcoométrique minimum et maximum.

### Géologie et orographie

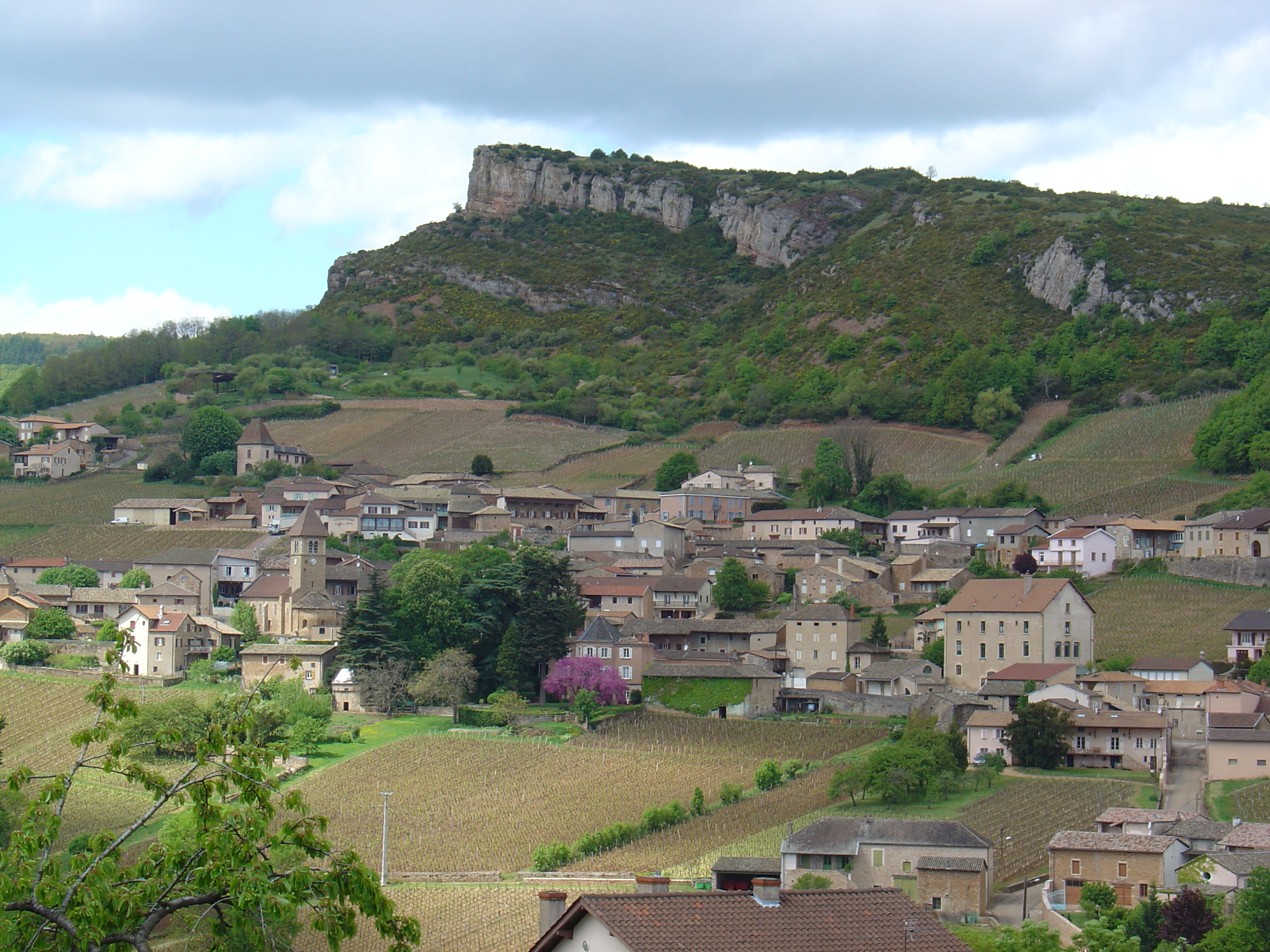
Le vignoble au pied de la roche de Solutré.

Les monts du Mâconnais ont pour origine l'effondrement de la plaine de la Saône : ils en marquent la limite occidentale, dans le prolongement des affleurements calcaires de la côte d'Or (côte de Nuits et côte de Beaune) et de la côte chalonnaise.
Les couches penchent vers l'est et forment plusieurs blocs monoclinaux (c'est-à-dire non plissés). Par le jeu de l'érosion, cette disposition a mis en relief les parties les plus dures, tandis que les formations les plus tendres se creusaient en sillons orientés sud-sud-ouest nord-nord-est. Le Mâconnais est donc une succession de compartiments comportant la même série de formations géologiques de l'ouest vers l'est : Paléozoïque, puis le Trias, ensuite le Jurassique, pour finir par des formations tertiaires disposées en synclinal, le tout recouvert dans les fonds de vallée par des alluvions.
Le socle granitique apparaît d'abord le long de la bordure occidentale des monts du Mâconnais, formant les sommets du mont Saint-Romain et du mont de Mandé ; il réapparaît ensuite au mont de la Péralle (sur le territoire de Lugny) ; enfin il devient majoritaire au sud, au-delà d'une faille est-ouest empruntée par la rivière l'Arlois, qui fait limite avec le Beaujolais. Le granite est recouvert vers l'est par du grès du Trias, puis par des marnes et des calcaires du Jurassique (roche de Solutré et roche de Vergisson).
Le mâcon est issu de parcelles implantées sur des sols qui sont, selon les endroits, bruns calcaires, marneux, calciques, siliceux, argileux ou sableux. Les parcelles sont généralement orientées du nord/nord-est au sud/sud-ouest.

### Climatologie
Le climat du Mâconnais est tempéré de type océanique, avec de légères tendances continentale (un peu plus sec, avec des hivers un peu plus froids) et subméditerranéenne (bon ensoleillement et été plus chaud). En raison de l'actuel changement climatique, les vendanges sont souvent plus précoces de quelques jours (le débourrement, la floraison et la véraison de la vigne se faisant plus tôt).

### Encépagement
Le cahier des charges de l'appellation limite les cépages autorisés pour produire du mâcon blanc au seul chardonnay B, tandis que les rouge et rosé de l'appellation doivent être produits avec du pinot noir N ou du gamay N, à l'exception des appellations géographiques complémentaires pour lesquels seul le gamay N est autorisé.
Le chardonnay B compose les vins blancs de l'AOC ; la commune éponyme est d'ailleurs dans l'aire d'appellation. Ses grappes sont relativement petites, cylindriques, moins denses que celles du pinot noir N, constituées de grains irréguliers, assez petits, de couleur jaune doré. De maturation de première époque comme le pinot noir N, il s'accommode mieux d'une humidité de fin de saison avec une meilleure résistance à la pourriture s'il n'est pas en situation de forte vigueur. Il est sensible à l'oïdium et à la flavescence dorée. Il débourre un peu avant le pinot noir N, ce qui le rend également sensible aux gelées printanières. Les teneurs en sucre des baies peuvent atteindre des niveaux élevés tout en conservant une acidité importante, ce qui permet d'obtenir des vins particulièrement bien équilibrés, puissants et amples, avec beaucoup de gras et de volume.
Le pinot noir N est constitué de petites grappes denses, en forme de cône de pin composées de grains ovoïdes, de couleur bleu sombre. C'est un cépage délicat, qui est sensible aux principales maladies et en particulier au mildiou, au rougeot parasitaire, à la pourriture grise (sur grappes et sur feuilles), et au cicadelles. Ce cépage, qui nécessite des ébourgeonnages soignés, a tendance à produire un nombre important de grapillons. Il profite pleinement du cycle végétatif pour mûrir en première époque. Le potentiel d'accumulation des sucres est élevé pour une acidité juste moyenne et parfois insuffisante à maturité. Les vins sont assez puissants, riches, colorés, de garde. Ils sont moyennement tanniques en général.

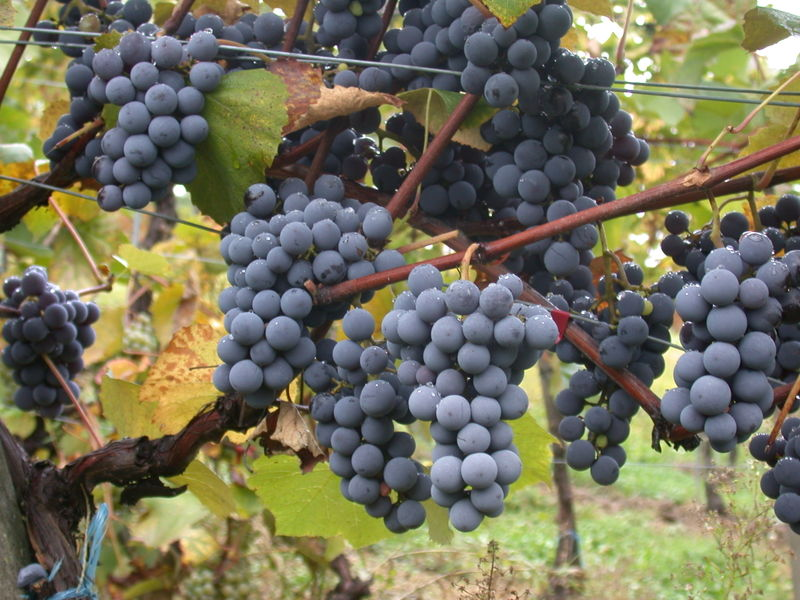
Grappes de gamay.

Le gamay noir N est un cépage peu vigoureux, faible mais fertile et dont la production doit être maîtrisée car il a tendance à s'épuiser. Son débourrement précoce le rend également sensible aux gelées de printemps. Il se montre parfois sensible au millerandage lorsque les conditions climatiques sont défavorables au moment de la floraison. Le gamay présente l’avantage de produire une petite récolte sur les contre-bourgeons. Le vin de gamay N possède une couleur rouge nuancée de violet, il est pauvre en tanins et dévoile une bonne acidité. Il possède généralement un caractère fruité (fruits rouges, fruits noirs) mais exprime peu de complexité au niveau aromatique.

### Méthodes culturales

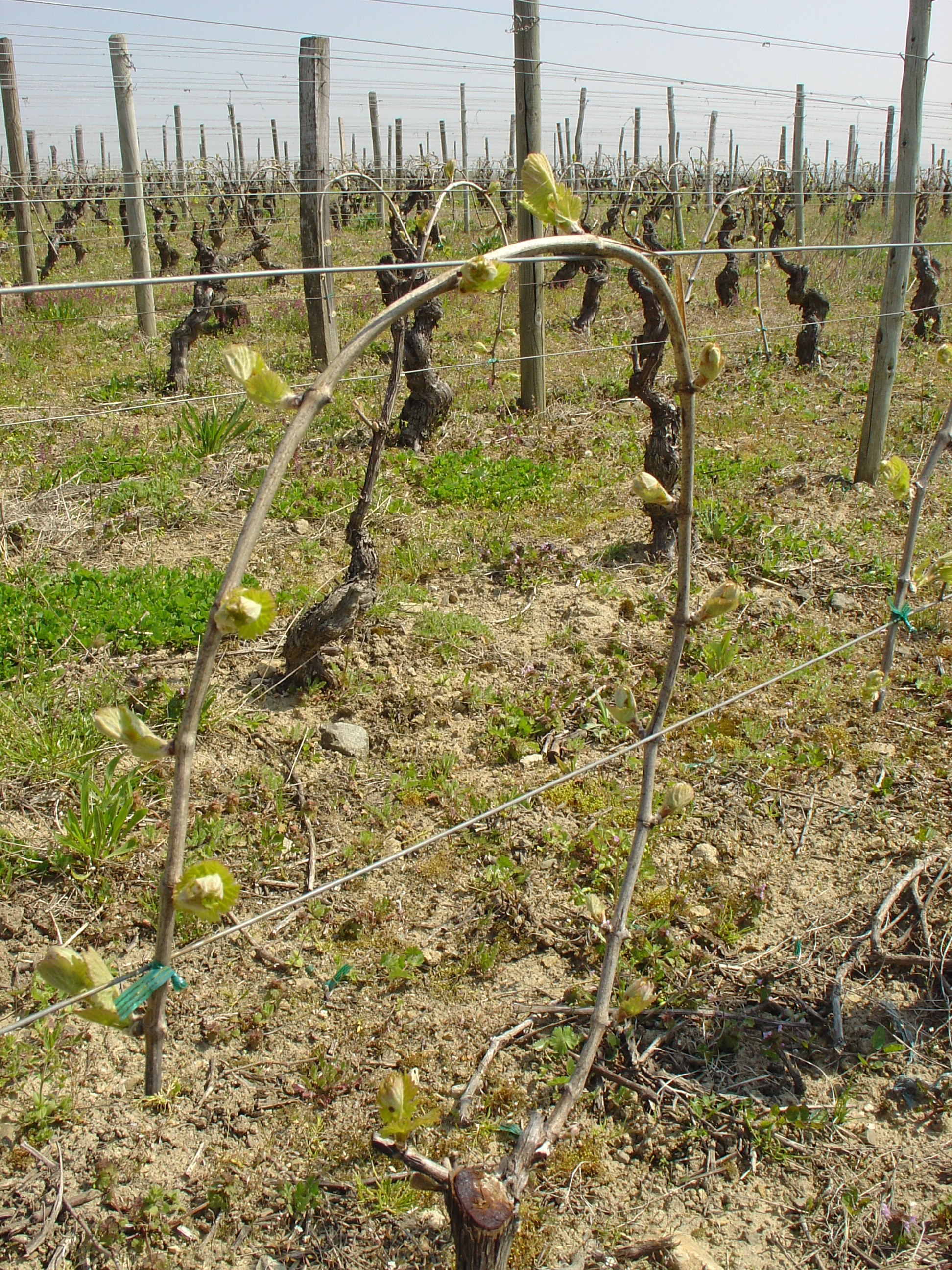
La taille à queue du Mâconnais.

Le travail manuel commence par la taille ; celle dite « taille à queue du Mâconnais » est caractéristique du Mâconnais, c'est une dérivation de la taille en guyot. Cette taille en « arcure » permet de lutter contre le phénomène d'acrotonie, typique du cépage chardonnay, elle permet aussi de préserver la vigne contre le gel de printemps. Le tirage des sarments suit la taille. Les sarments sont enlevés et peuvent être brûlés ou mis au milieu du rang pour être broyés. On passe ensuite aux réparations. Puis vient le pliage des baguettes. Éventuellement, après le pliage des baguettes, une plantation de nouvelles greffes est réalisée. L'ébourgeonnage peut débuter dès que la vigne a commencé à pousser. Cette méthode permet, en partie, de réguler les rendements. Le relevage est pratiqué lorsque la vigne commence à avoir bien poussé. En général, deux à trois relevages sont pratiqués. La vendange en vert est pratiquée de plus en plus dans cette appellation. Cette opération est faite dans le but de réguler les rendements et surtout d'augmenter la qualité des raisins restants. Pour finir avec le travail manuel à la vigne, se réalise l'étape importante des vendanges.
Pour le travail mécanique, l'enjambeur est d'une aide précieuse. Les différents travaux se composent du broyage des sarments, réalisé lorsque les sarments sont tirés et mis au milieu du rang. De trou fait à la tarière, là où les pieds de vignes sont manquants, en vue de planter des greffes au printemps. De labourage ou griffage, réalisé dans le but d'aérer les sols et de supprimer des mauvaises herbes. De désherbage fait chimiquement pour tuer les mauvaises herbes. De plusieurs traitements des vignes, réalisés dans le but de les protéger contre certaines maladies cryptogamiques (mildiou, oïdium, pourriture grise, etc.) et certains insectes (eudémis et cochylis). De plusieurs rognages consistant à reciper ou couper les branches de vignes (rameaux) qui dépassent du système de palissage. Des vendanges mécaniques se réalisant avec une machine à vendanger ou une tête de récolte montée sur un enjambeur.

### Rendements
Les rendements autorisés sont limités à un maximum de 70 hectolitres par hectare pour les mâcons blancs (ramené à 68 hl/ha pour les « villages »et à 66 hl/ha pour les dénominations géographiques complémentaires) et à 64 hl/ha pour les rouges et rosés (ramené à 58hl/ha pour les dénominations géographiques complémentaires). Chaque année, ces rendements maximum peuvent être modifiés à la hausse ou à la baisse par un arrêté du ministère de l'Agriculture, dans la limite des rendements butoirs de l'appellation, fixés à 77 hl/ha en blanc et 69 en rouge/rosé (65 pour les dénominations géographiques complémentaires) .
Les statistiques déclarées récemment sont :
- pour le mâcon villages blanc et le mâcon blanc avec dénomination géographique :

| Année | Superficie (ha) | Production (hl) | Rendement (hl/ha) |
| ----- | --------------- | --------------- | ----------------- |
| 2020  | 3 799           | 258 664         | 68                |
| 2021  | 3 950           | 150 595         | 38                |
| 2022  | 3 894           | 256 776         | 66                |
| 2023  | 3 922           | 280 765         | 72                |
| 2024  | 3 901           | 207 254         | 53                |

A noter que le service des Douanes ne publiant plus le détail par dénomination géographique depuis 2023, les données rapportées dans le tableau ci-dessus sont la somme des valeurs de production du mâcon villages blanc et du mâcon blanc avec dénomination géographique.
- pour le mâcon blanc (la grande majorité de la production est sous les dénominations mâcon villages ou mâcon avec dénomination géographique, non incluses ici) :

| Année | Superfice (ha) | Production (hl) | Rendement (hl/ha) |
| ----- | -------------- | --------------- | ----------------- |
| 2020  | 84             | 5 745           | 68                |
| 2021  | 166            | 4 576           | 28                |
| 2022  | 148            | 9 248           | 62                |
| 2023  | 150            | 10 524          | 70                |
| 2024  | 168            | 6 404           | 38                |

- pour le mâcon rouge (y inclus le mâcon rouge avec dénomination géographique) :

| Année | Superfice (ha) | Production (hl) | Rendement (hl/ha) |
| ----- | -------------- | --------------- | ----------------- |
| 2020  | 310            | 14 708          | 47                |
| 2021  | 313            | 10 148          | 32                |
| 2022  | 321            | 14 027          | 44                |
| 2023  | 317            | 17 530          | 55                |
| 2024  | 277            | 11 353          | 37                |

A noter que le service des Douanes ne publiant plus le détail par dénomination géographique depuis 2023, les données rapportées dans le tableau ci-dessus sont la somme des valeurs de production du mâcon rouge et du mâcon rouge avec dénomination géographique.
- pour le mâcon rosé (y compris les dénominations géographiques):

| Année | Superfice (ha) | Production (hl) | Rendement (hl/ha) |
| ----- | -------------- | --------------- | ----------------- |
| 2020  | 28             | 1 626           | 58                |
| 2021  | 22             | 953             | 43                |
| 2022  | 19             | 950             | 50                |
| 2023  | 18             | 1 122           | 62                |
| 2024  | 27             | 802             | 30                |

## Vins
La production déclarée en 2023 a été d'un total de 309 942 hectolitres (un hectolitre = 100 litres = 133 bouteilles de 75 cl), dont 280 764 hl de mâcon villages blanc (y compris le mâcon blanc avec dénomination géographique), 10 524 hl de mâcon blanc, 17 530 hl de mâcon rouge et 1 122 hl de mâcon rosé.

### Titres alcoométriques volumiques
| AOC                           | Rouge      | Rouge      | Blanc      | Blanc      | Rosé       | Rosé       |
| Titre alcoométrique volumique | minimal    | maximal    | minimal    | maximal    | minimal    | maximal    |
| Mâcon                         | 10 % vol   | 13 % vol   | 10 % vol   | 12,5 % vol | 10 % vol   | 13 % vol   |
| Mâcon villages                |            |            | 10,5 % vol | 13 % vol   |            |            |
| Mâcon + dénomination          | 10,5 % vol | 13,5 % vol | 11 % vol   | 13,5 % vol | 10,5 % vol | 13,5 % vol |

### Vinification et élevage
Il existe des petites différences de méthode entre les différents viticulteurs, négociants et caves coopératives.

#### Vinification en blanc

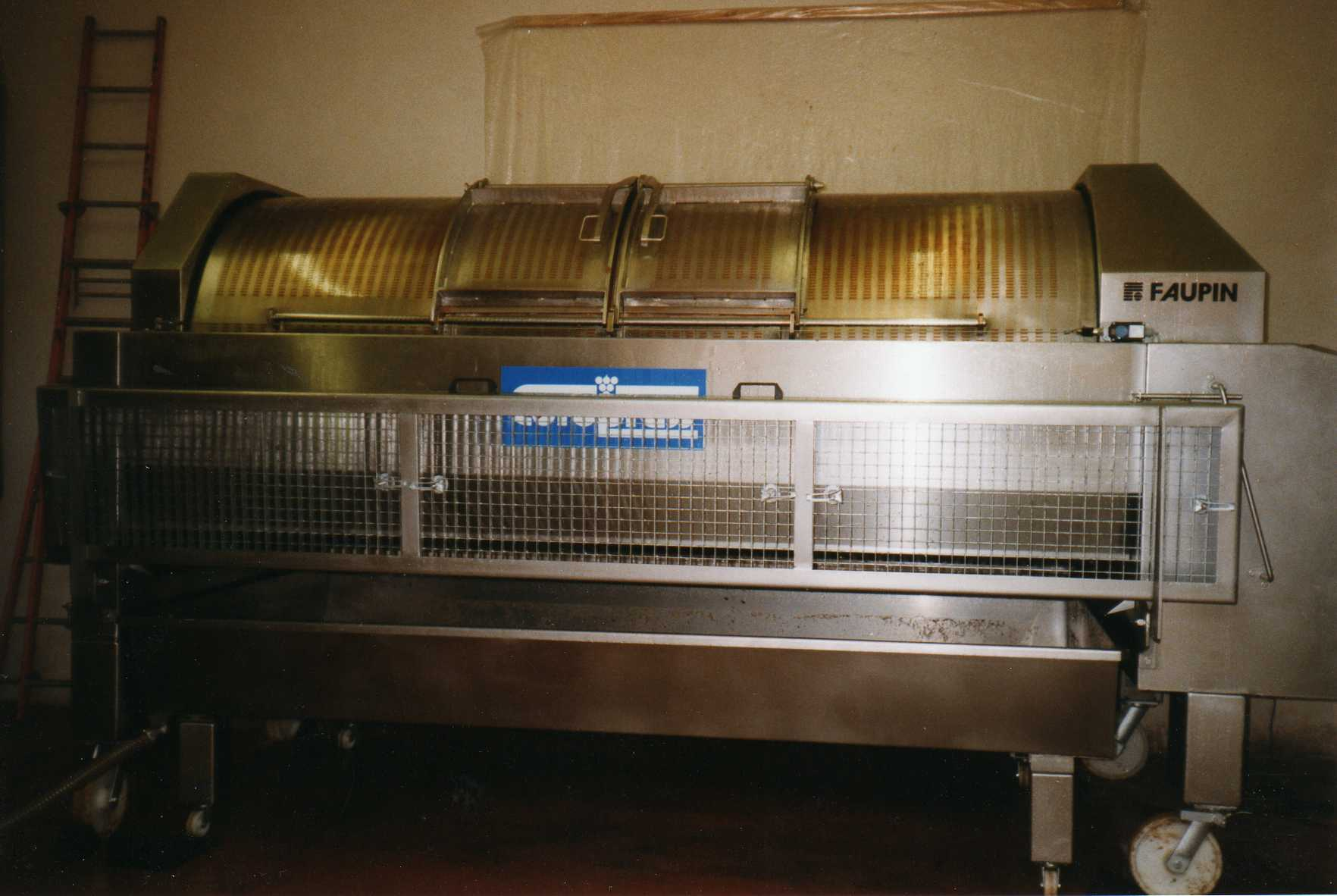
Pressoir pneumatique servant au pressurage.

Comme pour le rouge, la récolte est manuelle ou mécanique et peut être triée. Les raisins sont ensuite transférés dans un pressoir pour le pressurage. Une fois le moût en cuve, le débourbage est pratiqué généralement après un enzymage. À ce stade, une stabulation préfermentaire à froid (environ 10 à 12 °C pendant plusieurs jours) peut être recherchée pour favoriser l'extraction des arômes. Mais le plus souvent, après 12 à 48 heures, le jus clair est soutiré et mis à fermenter. La fermentation alcoolique se déroule avec un suivi tout particulier pour les températures qui doivent rester à peu près stables (18 à 24 °C). La chaptalisation est aussi pratiquée pour augmenter le titre alcoométrique volumique si nécessaire. La fermentation malolactique est réalisée en fûts ou en cuves. Les vins sont élevés « sur lies », en fûts, dans lesquels le vinificateur réalise régulièrement un « bâtonnage », c'est-à-dire une remise en suspension des lies. Cette opération dure pendant plusieurs mois au cours de l'élevage des blancs. À la fin, la filtration du vin est pratiquée pour rendre les vins plus limpides. La mise en bouteille clôture l'opération.

#### Vinification en rouge
La récolte des raisins se fait à maturité et de façon manuelle ou mécanique. La vendange manuelle est le plus souvent triée, soit à la vigne soit à la cave avec une table de tri, ce qui permet d'enlever les grappes pourries ou insuffisamment mûres. La vendange manuelle est généralement éraflée puis mise en cuve. Une macération pré-fermentaire à froid est quelquefois pratiquée. La fermentation alcoolique peut démarrer, le plus souvent après un levurage. Commence alors le travail d'extraction des polyphénols (tanins, anthocyanes) et autres éléments qualitatifs du raisin (polysaccharides etc.). L'extraction se faisait par pigeage, opération qui consiste à enfoncer le chapeau de marc dans le jus en fermentation à l'aide d'un outil en bois ou aujourd'hui d'un robot pigeur hydraulique. Plus couramment, l'extraction est conduite par des remontages, opération qui consiste à pomper le jus depuis le bas de la cuve pour arroser le chapeau de marc et ainsi lessiver les composants qualitatifs du raisin. Les températures de fermentation alcoolique peuvent être plus ou moins élevées suivant les pratiques de chaque vinificateur avec une moyenne générale de 28 à 35 °C au maximum de la fermentation. La chaptalisation est réalisée si le degré naturel est insuffisant : cette pratique est réglementée. À l'issue de la fermentation alcoolique suit l'opération de décuvage qui donne le vin de goutte et le vin de presse. La fermentation malolactique se déroule après mais est dépendante de la température. Le vin est soutiré et mis en fût ou cuve pour son élevage. L'élevage se poursuit pendant plusieurs mois (12 à 24 mois) puis le vin est collé, filtré et mis en bouteilles.

#### Vinification en rosé
La récolte est manuelle ou mécanique avec soit du pinot noir N soit du gamay N. Le raisin est parfois trié. Deux méthodes sont utilisées avec soit le pressurage (rosé de pressurage), soit une mise en cuve de la vendange pour un début de macération : c'est la saignée (rosé de saignée), effectuée avec le tirage du jus de la cuve. La fermentation alcoolique se passe en cuve comme pour le blanc avec suivi de température, chaptalisation, etc. La fermentation malolactique suit généralement. L'élevage se passe en cuve, parfois en fût. Enfin, le vin est filtré et mis en bouteille.

### Gastronomie
Les mâcons blancs ont une robe d'or blanc ou or jaune paille. Le nez a la réputation d'avoir des arômes discrets d'agrumes, de rose blanche, d'acacia, de genêt, de chèvrefeuille, de fougère, de citronnelle… La bouche est fraiche, plutôt fruité et ronde. Ils s'accordent bien avec de la volaille, du poisson, de la ratatouille, du fromage de chèvre… Ils se gardent environ trois ans et se servent vers 10 °C.
Les mâcons rouges ont une robe de couleur rubis ou grenat ; le nez a des arômes évoquant de petits fruits rouges ou noirs, ou le sous-bois, le pruneau, les champignons… ; la bouche est vive. Ils accompagnent de la charcuterie, certaines viandes (lapin), des salades composées… Leur durée de garde se situe entre trois et cinq ans et se servent aux alentours de 14 à 15 °C.
Les mâcons rosés s'accordent avec de la charcuterie et des pizzas, ils se gardent environ deux ans et se servent vers 11 à 12 °C.

## Économie

### Commercialisation
La commercialisation de cette appellation se fait par divers canaux de vente : dans les caveaux des viticulteurs et caves coopératives, lors des salons des vins, dans les foires gastronomiques, par exportation, dans les cafés, hôtels et restaurants (CHR), ainsi que dans les grandes et moyennes surfaces (GMS).

### Structure des exploitations
Il existe de nombreux domaines viticoles de tailles différentes. Ces domaines mettent tout ou une partie de leurs propres vins en bouteilles et se chargent de le vendre. Certains vendent une partie de leur production aux maisons de négoce.
Les caves coopératives, fondées pour la plupart à la fin des années vingt et au début des années trente, sont également présentes. Leurs apporteurs, dits « coopérateurs », sont des vignerons. Ces derniers peuvent leur amener leurs récoltes, mais la coopérative vinicole peut également vendanger elle-même (machine à vendanger en général).
Les maisons de négoce achètent leurs vins, en général, en vin fait (vin fini) mais parfois en raisin ou en moût. Elles achètent aux domaines viticoles et passent par un courtier en vin qui sert d'intermédiaire (moyennant le paiement d'une commission, généralement de l'ordre de 2 %, à la charge de l'acheteur).

### Concours des vins
Parmi les plus importants concours des vins récompensant chaque année les vins (blancs, rouges, rosés et crémants) du Mâconnais figurent :
- le Concours général agricole (section vin), organisé chaque année à Paris, pour toute la production française ;
- le concours national des vins de Mâcon, consistant en une dégustation annuelle de vins, avec l'attribution de médailles pour les meilleurs vins, de toutes les régions viticoles françaises ;
- le Concours des vins du Mâconnais et du Beaujolais Saint-Vincent, organisé par la Société d’agriculture et de viticulture de l’arrondissement de Mâcon (sous le patronage du préfet de Saône-et-Loire, du président du conseil départemental de Saône-et-Loire et du maire de Mâcon, du lycée viticole et agronomique « Lucie Aubrac » de Davayé, du Bureau interprofessionnel des vins de Bourgogne, de l’Inter-Beaujolais et de la Confrérie des vignerons de Saint-Vincent), dont la 130e édition s'est tenue en janvier 2023[27] ;
- la Distinction Saint-Vincent, créée en 1986 et se déroulant chaque année au mois de mars sous l'égide de l'Union des Producteurs de Vins Mâcon pour mettre en valeur les meilleures cuvées de l’appellation Mâcon (sans toutefois établir de classement entre elles), récompense ouverte à tous les producteurs de vins Mâcon et exclusivement réservée aux vins blancs, rosés et rouges de l’année en cours et de l’année précédente, et provenant des appellations d’origine contrôlée suivantes : Mâcon (blanc, rosé et rouge), Mâcon-Villages (blanc) et Mâcon + nom de commune (blanc, rosé et rouge)[28].

### Producteurs de l'appellation
Une particularité de l'appellation mâcon est l'importance des caves coopératives parmi les producteurs :
- Cave d'Azé ;
- Cave de Chaintré ;
- Cave de Charnay-lès-Mâcon ;
- Cave de Lugny[n 7] ;
- Cave de Viré ;
- Cave des Grands Crus Blancs, à Vinzelles ;
- Cave des Vignerons de Mancey ;
- Cave des Vignerons des Terres Secrètes (à Prissé) ;
- Caves Ferraud ;
- Château de Chasselas ;
- Château de Loche ;
- Château de Messey ;
- Château du Carruge ;
- Domaine Bonhomme André (à Péronne) ;
- Domaine Château de Nobles ;
- Domaine Château Vitallis ;
- Domaine Cognard Jean-Yves ;
- Domaine de Chervin ;
- Domaine de la Feuillarde ;
- Domaine de la Sarazinière (à Milly-Lamartine) ;
- Domaine de Monterrain (à Serrières) ;
- Domaine des Dessous de la Dame (à Igé) ;
- Domaine Drouin Corinne et Thierry ;
- Domaine du Bicheron (à Clessé) ;
- Domaine du Merle ;
- Domaine Fichet (à Igé) ;
- Domaine Joseph Lafarge (à Lugny) ;
- Domaine Gonon Jean-François ;
- Domaine Gonon (à Vergisson) ;
- Domaine Héritiers du Comte Lafon ;
- Domaine Jambon Marc et Fils,
- Domaine Janny ;
- Domaine La Source des Fées (à Fuissé) ;
- Domaine Mathias Béatrice et Gilles ;
- Domaine Sallet Raphael ;
- Domaine Thibert Père et Fils ;
- Domaine Thierry Drouin ;
- Maison Beaudet Paul ;
- Maison Collin Bourisset ;
- Maison Louis Latour ;
- Maison Trenel Fils ;
- Maison Tripoz Céline et Laurent ;
- Vignobles Letourneau (à Burgy) ;
- Vignobles Thevenet et Fils ;
- etc.